# Роберт Флорес
Роберт Марио Флорес Бистолфи (на испански: Robert Mario Flores Bistolfi) е уругвайски футболист, бивш състезател на Литекс (Ловеч).

## Състезателна кариера
Започва своята кариера в уругвайския Ривър Плейт Монтевидео. През 2007 и 2008 е финалист в шампионата Клаусура, а през 2008 е обявен за футболист №1 на Уругвай за годината.  Същата година атакуващия халф преминава във Виляреал, а испанският клуб заплаща трансферна сума в размер на 2,1 млн. евро.  „Жълтата подводница“ веднага го преотстъпва на аржентинския Ривър Плейт, където треньор му е Диего Симеоне. Флорес вкарва гол още в дебюта си, но така и не успява да се наложи сред титулярите и за втория полусезон е върнат в Испания като изиграва 24 мача за втория отбор на Виляреал. През сезон 2010-11 е отдаден под наем на уругвайския Насионал Монтевидео, с когото става шампион на Уругвай. На 1 юни 2011 г. се присъединява към българския шампион Литекс (Ловеч), който провежда лятната си подготовка в Арнем, Холандия. Флорес взима участие в контролата срещу румънския шампион Оцелул (Галац), а след това подписва 3-годишен договор с „оранжевите“.
В края на 2011 г. разтрогва договорът си с Литекс по взаимно съгласие и подписва с чилийския Палестино.

## Национален отбор
Първата му повиквателна за националния отбор на Уругвай е от Оскар Табарес и на 25 май 2008 Флорес прави своя дебют за „урусите“ в контролата с Турция.

## Успехи
Ривър Плейт Монтевидео
- Футболист №1 на Уругвай – 2008

 Насионал Монтевидео
- Шампион на Уругвай – 2011